# Elena Grudneva
Elena Aleksandrovna Grudneva (russe : Елена Александровна Груднева), née le 21 février 1974 à Kemerovo (RSFS de Russie), est une gymnaste artistique. Elle a évolué sous les couleurs de l'URSS jusqu'en 1991, puis avec l'équipe unifiée en 1992, puis avec la Russie. 

## Palmarès

### Jeux olympiques
- Barcelone 1992
  -  médaille d'or au concours par équipes

### Championnats d'Europe
- Nantes 1992
  -  médaille de bronze aux barres asymétriques